# Pingliang

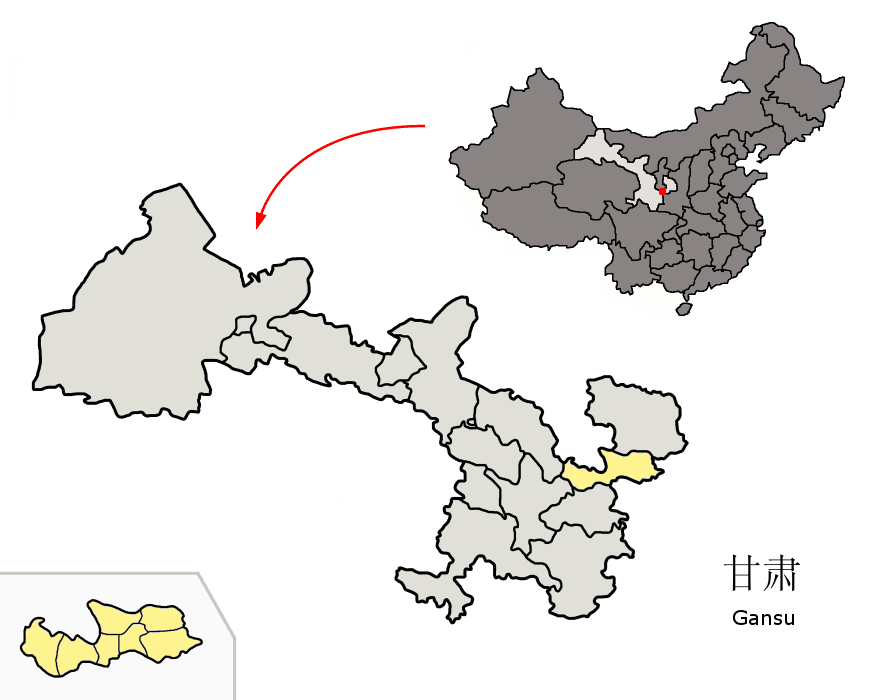
Lage von Pingliang (gelb) in der Provinz Gansu (hellgrau)

Pingliang (chinesisch 平凉市, Pinyin Píngliàng Shì) ist eine bezirksfreie Stadt der chinesischen Provinz Gansu. Sie hat eine Fläche von 11.197 km² und zählt 2.119.100 Einwohner (Stand: Ende 2018). In dem eigentlichen städtischen Siedlungsgebiet von Pingliang leben 248.421 Menschen (Zensus 2010).

## Administrative Gliederung
Die bezirksfreie Stadt Pingliang setzt sich auf Kreisebene aus einem Stadtbezirk, einer kreisfreien Stadt und fünf Kreisen zusammen. Diese sind (Stand: Ende 2018):
- Stadtbezirk Kongtong – 崆峒区 Kōngtóng Qū; 1.928 km², 533.200 Einwohner, Regierungssitz Xidajie 西大街;
- Kreisfreie Stadt Huating – 华亭市 Huátíng Shì; 1.182 km², 197.900 Einwohner, Hauptort: Großgemeinde Donghua 东华镇;
- Kreis Jingchuan – 泾川县 Jīngchuān Xiàn; 1.467 km², 287.400 Einwohner, Hauptort: Großgemeinde Chengguan 城关镇;
- Kreis Lingtai – 灵台县 Língtái Xiàn; 1.982 km², 184.800 Einwohner, Hauptort: Großgemeinde Zhongtai 中台镇;
- Kreis Chongxin – 崇信县 Chóngxìn Xiàn; 853 km², 104.500 Einwohner, Hauptort: Großgemeinde Jinping 锦屏镇;
- Kreis Zhuanglang – 庄浪县 Zhuānglàng Xiàn; 1.591 km², 384.600 Einwohner, Hauptort: Großgemeinde Shuiluo 水洛镇;
- Kreis Jingning – 静宁县 Jìngníng Xiàn; 2.194 km², 426.700 Einwohner, Hauptort: Großgemeinde Chengguan 城关镇.

## Persönlichkeiten
- Huang Xuanping (* 1955), Politiker